# 효목태자
효목태자 왕의(孝穆太子 王義)는 고려(高麗)의 태자(太子)이자 태조(太祖)와 동양원부인(東陽院夫人)의 장남이다. 성은 왕(王) 이름은 의(義) 본관은 개성(開城)

## 생애
태조 왕건의 태자로, 성은 왕, 이름은 의(義), 본관은 개성이며, 어머니는 태조의 제9비 동양원부인 유씨이다. 동양원부인은 황해도 평주 출신으로, 고려의 개국에 큰 공을 세운 개국일등공신 유금필의 딸이다.
《고려사》는 효목태자에 대해 이렇다 할 기록을 남기지 않고 있다. 다만 아들 하나를 두었다는 기록이 있는 것으로 보아 장성하여 혼인을 한 것만은 확실한 듯 하다. 한편 효목태자의 아들은 훗날 출가하여 승려가 되었다.

## 가족 관계
- 조부 : 세조 (世祖, ?~897년)
- 조모 : 위숙왕후 (威肅王后, 생몰년 미상)
  - 아버지 : 고려 제1대 왕 태조 (太祖, 877년~943년)
- 외조부 : 유금필 (庾黔弼, ?~941년)
  - 어머니 : 태조의 제9비 동양원부인 (東陽院夫人, 생몰년 미상)
    - 동생 : 효은태자 (孝隱太子, 생몰년 미상)
    - 아내 : 미상
      - 아들 : 개성 왕씨, 출가하여 승려가 됨
      - 딸 : 부인 왕씨 평주인 유방(庾方)에게 출가